# Stereophonic Space Sound Unlimited
Stereophonic Space Sound Unlimited ist eine Schweizer Instrumental-Band. Die Band hat mehrere Alben vorgelegt und auch Film- und Fernsehmusik verfasst, etwa zum Soundtrack des Dokumentarfilms über den Rennfahrer Jo Siffert von Men Lareida.

## Diskographie

### Alben
- 1997: Plays Lost TV Themes (Mai Tai Records)
- 1998: The Fluid Soundbox (Mai Tai Records)
- 2000: The Spacesound Effect (Dionysus Records)
- 2002: Jet Sound Inc. (Dionysus Records)
- 2005: Live Fast Die Young / Jo Siffert (Filmmusik, Dionysus Records)
- 2009: The Spooky Sound Sessions (Dionysus Records)
- 2016: Music from the 6th Floor (Dionysus Records)
- 2019: Studio 37 (2019) (Spooky Sound Records)
- 2022: The Flawless Ms Drake (Hi-Tide Recordings)